# Heading Out to the Highway
"Heading Out to the Highway" er en sang af det engelsk heavy metalband Judas Priest. Den udkom med på albummet Point of Entry i 1981 og blev efterfølgende udgivet som single senere samme år.